# Пумпянская, Семирамида Николаевна
Семирамида (Седа) Николаевна Пумпя́нская (1916 — 2014) — советский режиссёр документального кино. Лауреат Ленинской премии (1980).

## Биография
Родилась 17 (30 ноября) 1916 года в Баку (ныне Азербайджан). В 1918—1932 годах жила в Грозном. С 1932 года работала на киностудиях: Бакинской (до 1936 года) — ученица-монтажница, Тбилисской (1936—1938), Алма-Атинской.
С 15 января 1945 года — на ЦСДФ, работала ассистентом режиссёра (1953 — Великое прощание), монтажёром, потом режиссёром. Сняла более 50 фильмов. Член КПСС с 1954 года.
Режиссёр фильмов: «Всегда вместе» (1964), «В годы испытаний» (1966), «Союз равноправных» (1969), «Мыслитель и революционер» (1971), «Родословная подвига» (1978, совместно с В. Я. Байковым), «Всего дороже» (1981, совместно с И. А. Григорьевым, И. С. Гутманом, Т. А. Семеновым), «Советуясь с Лениным» (1983).

## Семья
- Муж — кинооператор Пумпянский, Борис Яковлевич (погиб на фронте во время съемок под Ужгородом в 1944 году).
  - Сын — Пумпянский, Александр Борисович (18.12.1940) — журналист.

## Награды и премии
- Ленинская премия (1980) — за фильмы «Оборона Сталинграда» (№ 7) и «Сталинград выстоял» (№ 8) в 20-серийной киноэпопее «Великая Отечественная» (1979).